# Перућачко врело
Перућачко врело је некаптирани извор, на десној страни долини Дрине, у насељу Перућац (265 м.н.в.), у оквиру НП Тара и на територији општине Бајина Башта.
По издашности(300л/с) најјаче је крашко врело на планини Тари, настало је на контакту кречњака и шкриљаца. Просечна температура воде је 4-10°c. Од њега тече водоток Врело (река), која је назив добила због дужине од 365 метара. У доњем делу водоток тече преко бигрених наслага разливајући се у водопад висине 14 метара, који се улива у Дрину. Перућачко врело налази се у II зони заштите. Водом из врела се снабдева рибњак за узгој калифорнијске пастрмке и мини хидроцентрала „Врело”. До врела се стиже путевима који повезују Перућац са Бајином Баштом, Митровцем и Предовим крстом.
Каптирани извор истог имена Перућачко врело налази се на десној долинској страни Липовице, узводно од хидроакумулације Липовица, у Заовинама (885 м.н.в.)